# Uliodon albopunctatus
Uliodon albopunctatus là một loài nhện trong họ Zoropsidae.
Loài này thuộc chi Uliodon. Uliodon albopunctatus được miêu tả năm 1873 bởi L. Koch.